# Jedlová (Jiřetín pod Jedlovou)
Jedlová (německy Tannendorf) je rekreační horská osada na severních svazích hory Jedlová pod dolním okrajem lesa, v nadmořské výšce 535–600 metrů, část obce Jiřetín pod Jedlovou, na severní straně Lužických hor, v jižní části Šluknovského výběžku, na severu České republiky.

## Historie
První písemná zmínka o obci pochází z roku 1316.
Vrchnost na přelomu 17. a 18. století rozprodávala méně hodnotnou, vesměs lesní půdu, čímž na jedné straně pomáhala poddaným, na druhé straně zvyšovala své zisky. Na území Jedlové měla půda podle údajů tereziánského katastru nejnižší bonitu, hodnocenou 8. třídou, což znamenalo, že sklizeň tvořila pouze 2,5 násobek výsevku. Toto stanovily již před rokem 1756 s pečlivostí a přesností císařské komise. Takto vznikla ve výběžku českokamenického panství i pasekářská vesnička Jedlová.

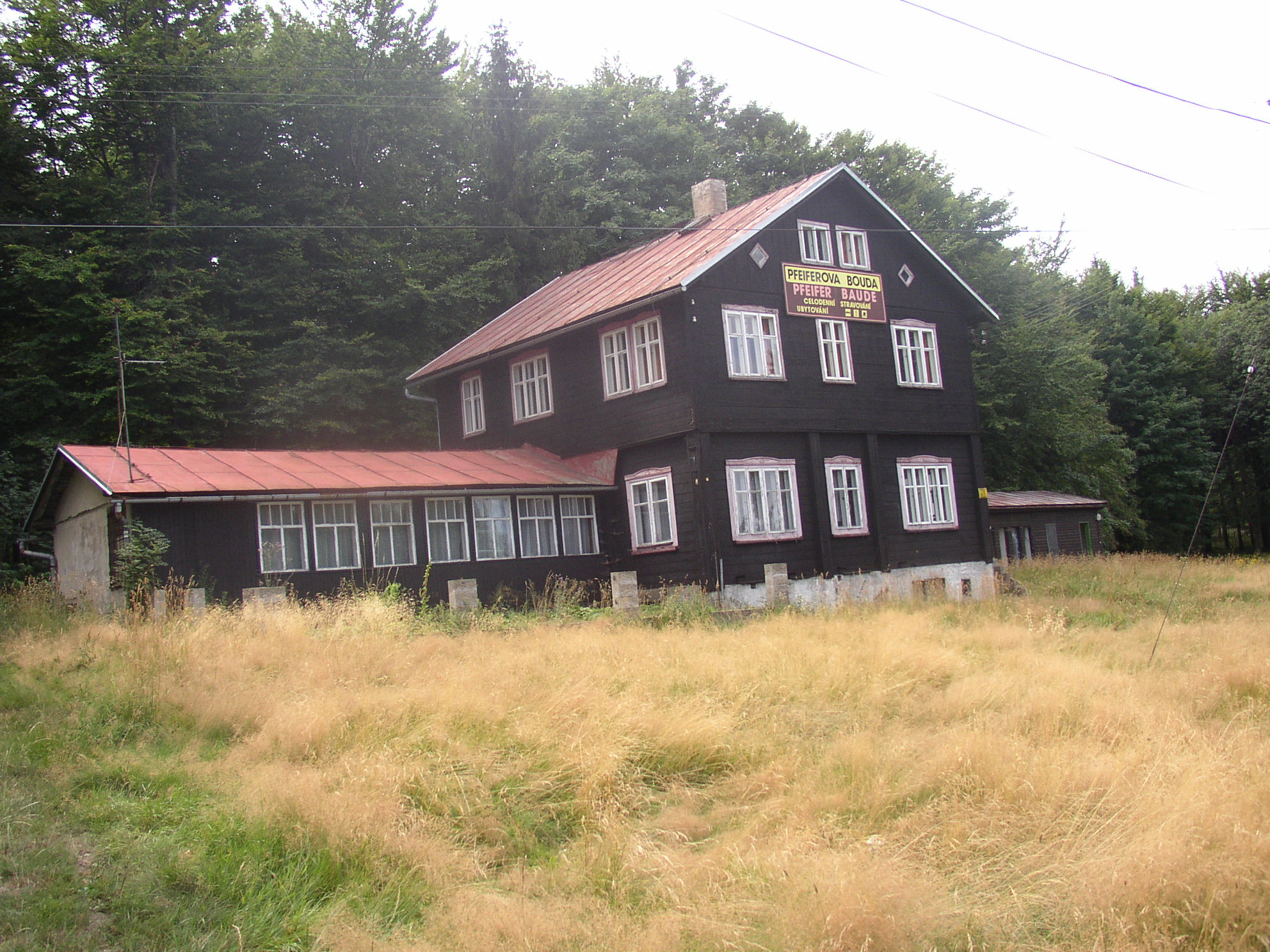
Jeden v hostinců v osadě Jedlová, Pfeiferova bouda

Již v roce 1731 tu byla hájovna, zvaná Tollensteiner Jägerhaus, k 21. srpnu 1735 je zapsán první křest dítěte, jehož otcem byl Johann Georg Kny, hajný na Jedlové.
Samotná ves, poprvé uváděná v roce 1740, vznikla níže při Jedlovském potoce. Z celkového počtu 15 domů v roce 1883 bylo 5 bělidel. Osada byla částí jiřetínské farnosti, ale až do roku 1848 podléhala rychtě v Rybništi.
Po zrušení patrimoniální správy a po vzniku samostatných obcí náležela k obci Rozhled (Tollenstein). Její původní jméno Tannendörfel bylo změněno v roce 1854 na Tannendorf. Ke vsi se počítalo také nádraží Jedlová, které vzniklo v roce 1869. V roce 1880 měla 119 obyvatel.
Již na přelomu 19. a 20. století byla Jedlová pokládána za letovisko. Tehdy zde byly tři hostince s možností ubytování.

## Obyvatelstvo
Při sčítání lidu v roce 1921 zde žilo 98 obyvatel (z toho padesát mužů), z nichž byli čtyři Čechoslováci a 94 Němců. Všichni byli římskými katolíky. Podle sčítání lidu z roku 1930 měla vesnice 162 obyvatel: 46 Čechoslováků, 113 Němců a tři cizince. Kromě římskokatolické většiny patřili tři lidé k evangelickým církvím, čtrnáct lidí k církvi československé, patnáct k nezjišťovaným církvím a dva lidé byli bez vyznání.
| Rok            | 1869 | 1880 | 1890 | 1900 | 1910 | 1921 | 1930 | 1950 | 1961 | 1970 | 1980 | 1991 | 2001 | 2011 | 2021 |
| -------------- | ---- | ---- | ---- | ---- | ---- | ---- | ---- | ---- | ---- | ---- | ---- | ---- | ---- | ---- | ---- |
| Počet obyvatel | 140  | 117  | 127  | 82   | 95   | 98   | 162  | 25   | 20   | 18   | 10   | 3    | 4    | 13   | 4    |
| Počet domů     | 19   | 21   | 22   | 24   | 23   | 24   | 24   | 23   | 23   | 4    | 4    | 8    | 5    | 3    | 3    |

## Nový Svět a Ranch 7 D

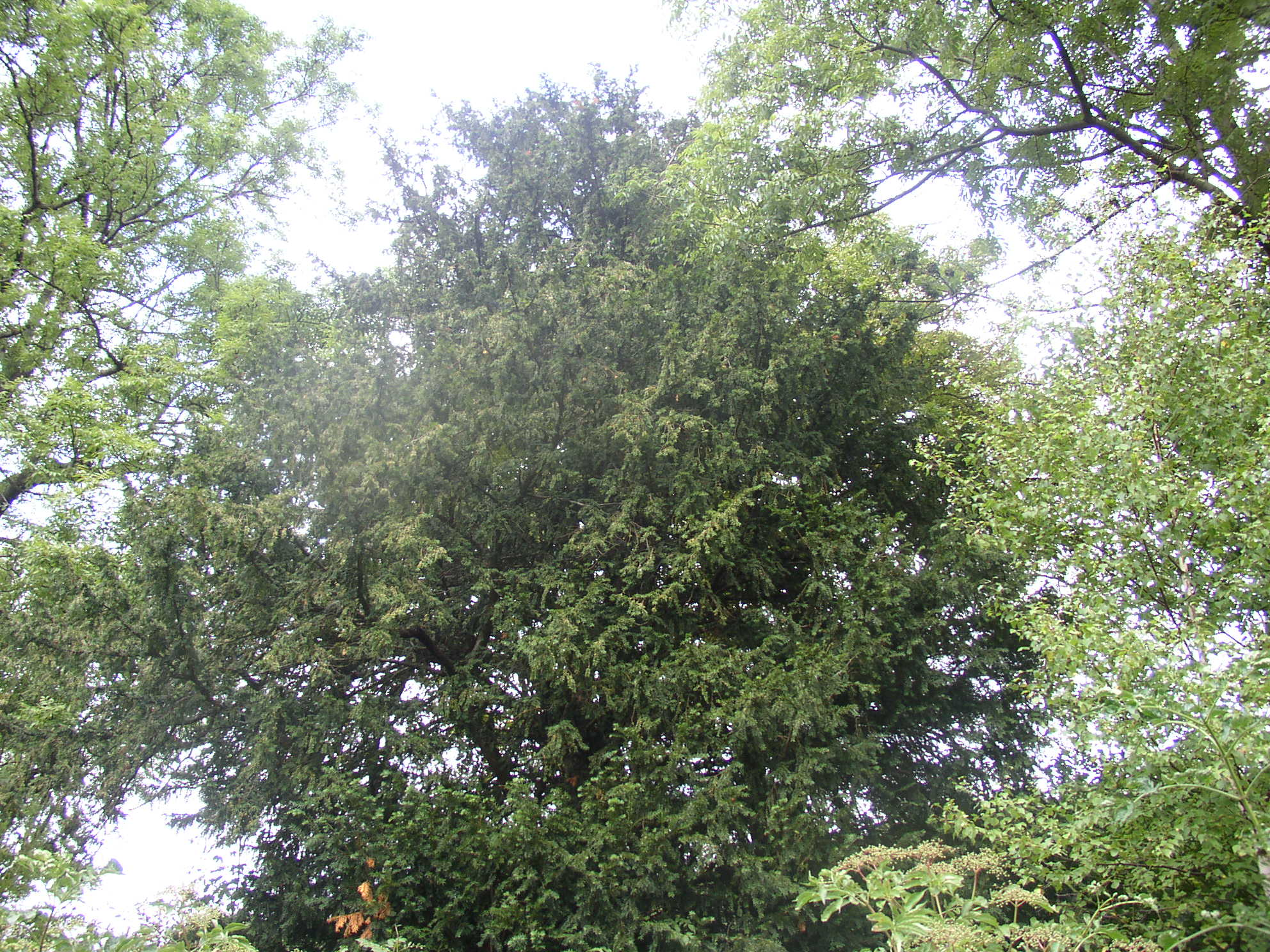
Tis červený na místě bývalé samoty Nový svět

Součástí osady byla také samota Nový Svět, původně nazývaná Hampelovo bělidlo. Samota Nový svět zanikla po druhé světové válce, dnes jsou tu jen nepatrné náznaky vodních příkopů a nádrží. Na místě samoty Nový svět dnes je jen památný tis červený.
Trampskou osadu Ranch 7 D založil v roce 1966 řeholník, člen dominikánské řádu František Fišer (1926–1983), který zde v ústraní žil. Od roku 1968 zde pracoval na svém podílu ekumenického překladu Bible do současné češtiny. Souborného vydání v roce 1985, kdy církve vzešlé z reformace její texty přijaly jako bohoslužebné čtení a církev katolická je doporučila slovy kardinála Tomáška, se však nedožil.

## Zvoneček
V osadě se nachází penzion Zvoneček, ve kterém je sbírka zvonů a zvonečků.

## Evropské dálkové trasy E3 a E10
Nedaleko Ranche 7 D se nachází křižovatka Evropských dálkových tras E3 a E10, viz také Evropská dálková trasa.